# Blas Ametller
Blas Ametller y Rotllan (Barcelona, 1768-Madrid, 1841) fue un grabador calcógrafo español.

## Biografía
Grabador en cobre, nació en Barcelona en 1768. Se formó en la escuela Llotja bajo las órdenes de Pasqual Pere Moles y más adelante, gracias a una pensión de la Junta de Comercio de Barcelona, se marchó a estudiar a la Academia de Bellas Artes de San Fernando de Madrid en 1790 para perfeccionar su técnica bajo las indicaciones de Manuel Salvador Carmona. Una vez allí recibió el premio de 1793 de grabado de láminas y se estableció definitivamente en la ciudad. Llegó a ser director de la enseñanza de grabado de láminas en la Real Academia de San Fernando y grabador de cámara del rey. Dominaba las técnicas del aguafuerte y la talla dulce.

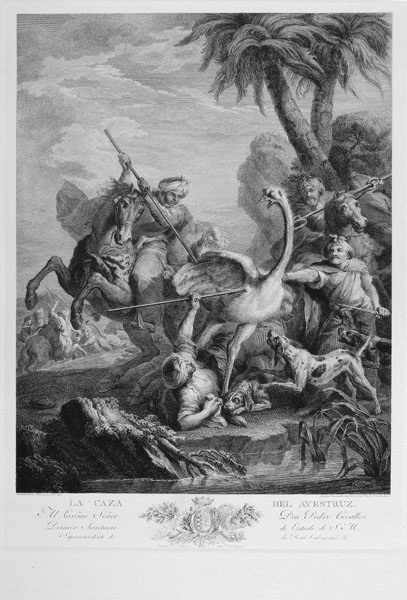
La caza del avestruz (Museo Nacional de Arte de Cataluña)

En 1797 lo nombraron académico de mérito de San Fernando y llegó a tener el cargo de director de grabado, ocupando el lugar de su maestro, Carmona. También realizó grabados para ediciones de obras importantes, como las de Francisco de Quevedo, pero es más conocido por sus fieles reproducciones de obras de pintores como Velázquez, Ribera, Murillo y Goya.  Todos estos trabajos lograron que fuera nombrado grabador de cámara del rey, título que le supuso muchos encargos por parte de la nobleza. Falleció el 20 de octubre de 1841 en Madrid.
En su obra se cuentan trabajos como un San Gregorio el Magno por pintura de José de Ribera, Las exequias de Julio César por dibujo de Agustín Esteve a partir del cuadro de Giovanni Lanfranco ahora conservado en el Museo del Prado, Santa Rosa de Lima y Nuestra Señora con su hijo en brazos según Murillo, El aguador de Sevilla, grabado de reproducción del cuadro de Velázquez actualmente conservado en el Wellington Museum (Londres, Apsley House) o La caza del avestruz (1803) según una pintura de Carle Vanloo (aunque con atribución en plancha a François Boucher), grabado abierto al aguafuerte por Pasqual Pere Moles —autor también del dibujo— y concluido al buril por Ametller por encargo de la Calcografía Nacional, para servir de pareja a la Pesca del cocodrilo (sic) de Moles. Firmó también el retrato del general Urrutia a partir del cuadro de Goya, y el de Juan Antonio Llorente al frente de sus Anales de la Inquisición, y los retratos de Isabel la Católica, el rey Fernando VII en óvalo, los de varios caudillos de la guerra de la Independencia, el de María Cristina siendo reina gobernadora, y el de Cervantes junto con algunas ilustraciones para la edición del Quijote anotada por Quintana. También fue autor de estampas sueltas de devoción, entre ellas las del Niño Dios, San Juan Bautista o el Corazón de Jesús, y de motivos históricos, como El carro de triunfo fúnebre en que fueron conducidos á San Isidro el Real los restos de Daoiz y Velarde en 2 de mayo de 1814. 
En opinión de Ossorio y Bernard, «Ametller grababa con franqueza, sobresaliendo en su trabajos una bien entendida graduación de tintas y gran fuerza de buril. Fue el primero que supo dar color y un singular brío á sus estampas».